# Munditia suteri
Munditia suteri is een slakkensoort uit de familie van de Liotiidae. De wetenschappelijke naam van de soort is voor het eerst geldig gepubliceerd in 1919 door Mestayer.